# Charles Glen King
Pour les articles homonymes, voir Charles King et King.
Charles Glen King (né le 22 octobre 1896 à Entiat (Washington), mort le 23 janvier 1988) est un biochimiste américain de l'Université de Pittsburgh, pionnier dans la recherche sur la nutrition, qui a isolé la vitamine C à la même période qu'Albert Szent-Györgyi. 
Un biographe de King indique que beaucoup considèrent que sa contribution à la découverte de la vitamine C est à mettre au même niveau que celle de Szent-Györgyi.
King et ses collaborateurs ont annoncé la nature chimique de la vitamine dans un article de la revue Science le 22 avril 1932, suivi par une plus longue description dans le Journal of Biological Chemistry. L'annonce de Szent-Györgyi datant du 7 mai 1932, est postérieure à celle de King, mais c'est finalement Szent-Györgyi qui reçut le prix Nobel en 1937.
King a par la suite travaillé en particulier sur la vitamine B, et rédigé plus de 200 articles sur la nutrition et les effets des vitamines.